# Station Lachowice Centrum
Station Lachowice Centrum is een spoorwegstation in de Poolse plaats Lachowice.